# Gran Premio di Gran Bretagna 1961
Il Gran Premio di Gran Bretagna si è svolto domenica 15 luglio 1961 sul circuito di Aintree. La gara è stata vinta da Wolfgang von Trips seguito da Phil Hill e da Richie Ginther, tutti su Ferrari; si trattò inoltre dell'ultima tripletta ottenuta dalla scuderia di Maranello.

## Qualifiche
| Pos | Nº | Pilota                  | Auto              | Squadra                    | Tempo  | Distacco |
| --- | -- | ----------------------- | ----------------- | -------------------------- | ------ | -------- |
| 1   | 2  | Phil Hill               | Ferrari           | Scuderia Ferrari SpA SEFAC | 1:58.8 | -        |
| 2   | 6  | Richie Ginther          | Ferrari           | Scuderia Ferrari SpA SEFAC | 1:58.8 | -        |
| 3   | 8  | Jo Bonnier              | Porsche           | Porsche System Engineering | 1:58.8 | -        |
| 4   | 4  | Wolfgang von Trips      | Ferrari           | Scuderia Ferrari SpA SEFAC | 1:58.8 | -        |
| 5   | 28 | Stirling Moss           | Lotus-Climax      | RRC Walker Racing Team     | 1:59.0 | +0.2     |
| 6   | 22 | Tony Brooks             | BRM-Climax        | Owen Racing Organisation   | 1:59.0 | +0.2     |
| 7   | 16 | Innes Ireland           | Lotus-Climax      | Team Lotus                 | 1:59.2 | +0.4     |
| 8   | 18 | Jim Clark               | Lotus-Climax      | Team Lotus                 | 1:59.2 | +0.4     |
| 9   | 12 | Jack Brabham            | Cooper-Climax     | Cooper Car Company         | 1:59.4 | +0.6     |
| 10  | 34 | John Surtees            | Cooper-Climax     | Yeoman Credit Racing Team  | 1:59.6 | +0.8     |
| 11  | 20 | Graham Hill             | BRM-Climax        | Owen Racing Organisation   | 2:00.0 | +1.2     |
| 12  | 10 | Dan Gurney              | Porsche           | Porsche System Engineering | 2:00.2 | +1.4     |
| 13  | 36 | Roy Salvadori           | Cooper-Climax     | Yeoman Credit Racing Team  | 2:00.8 | +2.0     |
| 14  | 14 | Bruce McLaren           | Cooper-Climax     | Cooper Car Company         | 2:01.0 | +2.2     |
| 15  | 46 | Jackie Lewis            | Cooper-Climax     | H&L Motors                 | 2:01.0 | +2.2     |
| 16  | 42 | Masten Gregory          | Cooper-Climax     | Camoradi International     | 2:01.4 | +2.6     |
| 17  | 30 | Henry Taylor            | Lotus-Climax      | UDT Laystall Racing Team   | 2:01.8 | +3.0     |
| 18  | 56 | Carel Godin de Beaufort | Porsche           | Ecurie Maarsbergen         | 2:02.0 | +3.2     |
| 19  | 58 | Giancarlo Baghetti      | Ferrari           | Scuderia Sant'Ambroeus     | 2:02.0 | +3.2     |
| 20  | 26 | Jack Fairman            | Ferguson-Climax   | RRC Walker Racing Team     | 2:03.4 | +4.6     |
| 21  | 60 | Lorenzo Bandini         | Cooper-Maserati   | Scuderia Centro Sud        | 2:03.6 | +4.8     |
| 22  | 52 | Wolfgang Seidel         | Lotus-Climax      | Scuderia Colonia           | 2:04.2 | +5.4     |
| 23  | 54 | Keith Greene            | Gilby-Climax      | Gilby Engineering          | 2:06.0 | +7.2     |
| 24  | 50 | Tony Maggs              | Lotus-Climax      | Louise Bryden-Brown        | 2:06.4 | +7.6     |
| 25  | 44 | Ian Burgess             | Lotus-Climax      | Camoradi International     | 2:06.6 | +7.8     |
| 26  | 40 | Gerry Ashmore           | Lotus-Climax      | Privato                    | 2:08.2 | +9.4     |
| 27  | 48 | Tony Marsh              | Lotus-Climax      | Privato                    | 2:09.6 | +10.8    |
| 28  | 62 | Massimo Natili          | Cooper-Maserati   | Scuderia Centro Sud        | 2:10.2 | +11.4    |
| 29  | 38 | Tim Parnell             | Lotus-Climax      | Privato                    | 2:16.8 | +18.0    |
| 30  | 32 | Lucien Bianchi          | Lotus-Climax      | UDT Laystall Racing Team   | 2:18.8 | +20.0    |
| WD  | 24 | Olivier Gendebien       | Emeryson-Maserati | Equipe Nationale Belge     | -      | -        |

## Gara
I risultati del GP sono stati i seguenti:
| Pos | Nº | Pilota                     | Costruttore/Motore | Giri | Tempo/Ritiro       | Griglia | Punti |
| --- | -- | -------------------------- | ------------------ | ---- | ------------------ | ------- | ----- |
| 1   | 4  | Wolfgang von Trips         | Ferrari            | 75   | 2h 40'53"6         | 4       | 9     |
| 2   | 2  | Phil Hill                  | Ferrari            | 75   | +46"0              | 1       | 6     |
| 3   | 6  | Richie Ginther             | Ferrari            | 75   | +46"8              | 2       | 4     |
| 4   | 12 | Jack Brabham               | Cooper-Climax      | 75   | +1'08"6            | 9       | 3     |
| 5   | 8  | Jo Bonnier                 | Porsche            | 75   | +1'16"2            | 3       | 2     |
| 6   | 36 | Roy Salvadori              | Cooper-Climax      | 75   | +1'26"2            | 13      | 1     |
| 7   | 10 | Dan Gurney                 | Porsche            | 74   | +1 giro            | 12      |       |
| 8   | 14 | Bruce McLaren              | Cooper-Climax      | 74   | +1 giro            | 14      |       |
| 9   | 22 | Tony Brooks                | BRM-Climax         | 73   | +2 giri            | 6       |       |
| 10  | 16 | Innes Ireland              | Lotus-Climax       | 72   | +3 giri            | 7       |       |
| 11  | 42 | Masten Gregory             | Cooper-Climax      | 71   | +4 giri            | 16      |       |
| 12  | 60 | Lorenzo Bandini            | Cooper-Maserati    | 71   | +4 giri            | 21      |       |
| 13  | 50 | Tony Maggs                 | Lotus-Climax       | 69   | +6 giri            | 24      |       |
| 14  | 44 | Ian Burgess                | Lotus-Climax       | 69   | +6 giri            | 25      |       |
| 15  | 54 | Keith Greene               | Gilby-Climax       | 69   | +6 giri            | 23      |       |
| 16  | 56 | Carel Godin de Beaufort    | Porsche            | 69   | +6 giri            | 18      |       |
| 17  | 52 | Wolfgang Seidel            | Lotus-Climax       | 58   | +17 giri           | 22      |       |
| Rit | 18 | Jim Clark                  | Lotus-Climax       | 62   | Perdita d'olio     | 8       |       |
| SQ  | 26 | Jack Fairman Stirling Moss | Ferguson-Climax    | 56   | Squalificato       | 20      |       |
| Rit | 32 | Lucien Bianchi             | Lotus-Climax       | 45   | Cambio             | 30      |       |
| Rit | 28 | Stirling Moss              | Lotus-Climax       | 44   | Freni              | 5       |       |
| Rit | 20 | Graham Hill                | BRM-Climax         | 43   | Motore             | 11      |       |
| Rit | 58 | Giancarlo Baghetti         | Ferrari            | 27   | Incidente          | 19      |       |
| Rit | 48 | Tony Marsh                 | Lotus-Climax       | 25   | Accensione         | 27      |       |
| Rit | 34 | John Surtees               | Cooper-Climax      | 23   | Differenziale      | 10      |       |
| Rit | 38 | Tim Parnell                | Lotus-Climax       | 12   | Frizione           | 29      |       |
| Rit | 46 | Jackie Lewis               | Cooper-Climax      | 7    | Assetto            | 15      |       |
| Rit | 40 | Gerry Ashmore              | Lotus-Climax       | 7    | Accensione         | 26      |       |
| Rit | 30 | Henry Taylor               | Lotus-Climax       | 5    | Incidente          | 17      |       |
| Rit | 62 | Massimo Natili             | Cooper-Maserati    | 0    | Cambio             | 28      |       |
| WD  | 24 | Olivier Gendebien          | Emeryson-Maserati  |      | Vettura non pronta |         |       |

## Statistiche

### Piloti
- 2ª e ultima vittoria per Wolfgang von Trips
- 3º e ultimo giro più veloce per Tony Brooks
- 1º Gran Premio per Massimo Natili, Gerry Ashmore e Tony Maggs

### Costruttori
- 1º titolo Mondiale Costruttori per la Ferrari
- 34a vittoria per la Ferrari
- 8ª e ultima tripletta per la Ferrari[2]
- 1º Gran Premio per la Gilby
- 1° e unico Gran Premio per la Ferguson

### Motori
- 34a vittoria per il motore Ferrari

### Giri al comando
- Phil Hill (1-6)
- Wolfgang von Trips (7-75)

## Classifiche Mondiali

### Piloti
| Pos | Pilota             | Punti |
| --- | ------------------ | ----- |
| 1   | Wolfgang von Trips | 27    |
| 2   | Phil Hill          | 25    |
| 3   | Richie Ginther     | 16    |
| 4   | Stirling Moss      | 12    |
| 5   | Dan Gurney         | 9     |
|     | Giancarlo Baghetti | 9     |
| 7   | Jim Clark          | 8     |
| 8   | Jack Brabham       | 4     |
| 9   | Olivier Gendebien  | 3     |
|     | Bruce McLaren      | 3     |
|     | Innes Ireland      | 3     |
| 12  | John Surtees       | 2     |
|     | Jo Bonnier         | 2     |
| 14  | Roy Salvadori      | 1     |
|     | Graham Hill        | 1     |

### Costruttori
| Pos | Team          | Punti |
| --- | ------------- | ----- |
| 1   | Ferrari       | 38    |
| 2   | Lotus-Climax  | 16    |
| 3   | Porsche       | 11    |
| 4   | Cooper-Climax | 9     |
| 5   | BRM-Climax    | 1     |